# Сърбия и Черна гора
Държавен съюз Сърбия и Черна гора е бивша държава в централната част на Балканския полуостров, наследник на Съюзна република Югославия.
Представлява конфедеративна общност между републиките Сърбия и Черна гора. Съществува в периода 2003 – 2006 г.

## История
След образуването на Мала Югославия като федерация в рамките на Сърбия и Черна гора през 1992 г. , ООН и много отделни държави (особено САЩ) отказват да я признаят за правоприемник на СФРЮ, въпреки че са признати като отделни държави. Причината за това са югославските войни, които попречват на постигането на споразумение за федералната собственост и дългове, по-специално за националния дълг. Федерална република Югославия се присъединява към ООН през 2000 г. като нов член, а не като наследник на Югославия, основателка на ООН.
През 2002 г. Сърбия и Черна гора постигат ново споразумение за продължаване на сътрудничеството в рамките на конфедеративния съюз, което, наред с други промени, обещава край на използването на името „Югославия“. На 4 февруари 2003 г. федералният парламент провъзгласява създаването на нова конфедерална държава - Държавен съюз Сърбия и Черна гора.
Според резултатите от референдума за независимост на Черна гора на 21 май 2006 г. 55,5% от избирателите гласуват за излизането на държавата им от съюза. Поради това на 3 и 5 юни 2006 г. Черна гора и Сърбия съответно провъзгласяват независимост от Съюза, което означава прекратяване на съществуването на Държавното обединение на Сърбия и Черна гора. По-късно двете държави споделят общата собственост, армията и дипломацията на бившата конфедеративна държава. Въпреки това, на финалната групова фаза на Световното първенство по футбол 2006 по-късно същия месец, страните все още са представени от същия национален отбор на Сърбия и Черна гора, който преди това преминават квалификацията за шампионата.

## Състав
Сърбия и Черна гора се състои от 4 основни политически единици – 2 републики и 2 подчинени области:
- Сърбия (столица: Белград)
  - Войводина – автономна област в Сърбия (столица: Нови Сад)
  - Косово – област в Сърбия под управлението на ООН (столица: Прищина)
- Черна гора (столица: Подгорица)

Според Конституционната харта седалище на президента, парламента и правителството на Сърбия и Черна гора е Белград, а център на съдебната власт е Подгорица.

## Стопанство
Основни дялове в икономиката са промишлеността и селското стопанство. Най-плодороден земеделски край е Войводина.
Там се отглеждат жито, царевица и соя. В Шумадия е развито овощарството и лозарството. Животновъдството е развито в Рашка и Източна Сърбия. Хомолските планини са богати на медна руда. Северният дял на Банат е богат на нефт и земен газ.

## Други
- Комуникации в Сърбия и Черна гора
- Транспорт в Сърбия и Черна гора
- Армия на Сърбия и Черна гора
- Външна политика на Сърбия и Черна гора